# Judo na Igrzyskach Ameryki Południowej 1982
Turniej judo na igrzyskach Ameryki Południowej odbył się w grudniu 1982 roku w Rosario.

## Klasyfikacja medalowa
Gospodarz zawodów został zaznaczony kolorem.
| Miejsce | Państwo   |    |    |    | Razem |
| ------- | --------- | -- | -- | -- | ----- |
| 1       | Wenezuela | 6  | 1  | 8  | 15    |
| 2       | Argentyna | 5  | 6  | 2  | 13    |
| 3       | Brazylia  | 4  | 3  | 0  | 7     |
| 4       | Chile     | 1  | 5  | 6  | 12    |
| 5       | Ekwador   | 1  | 1  | 2  | 4     |
| 6       | Peru      | 0  | 1  | 1  | 2     |
| 7       | Boliwia   | 0  | 0  | 1  | 1     |
| Razem   | Razem     | 17 | 17 | 20 | 54    |

## Medaliści

### Mężczyźni
| Konkurencja: | Złoto:              | Srebro:           | Brąz:                           |
| −55kg        | Juan Carlos Tirone  | Rodolfo Yamayose  | Edgaro Gómez                    |
| −60kg        | Alejandro Carraveta | César Arroyo      | Carlos Rivera                   |
| −65kg        | Ricardo Sampaio     | Gustavo Boccarato | Alejandro García Pablo González |
| −71kg        | Mario Iwafume       | Sergio Guadagnini | Henry Guvaira Alfredo Rosado    |
| −78kg        | Jacques de Melo     | Edgar Suárez      | Alejandro Aguilera              |
| −86kg        | Ricardo Young       | Reinaldo Machado  | Charles Crissit                 |
| Ponad 86kg   | Néstor Rodríguez    | Federico Flexa    | Fabián Lannutti                 |
| Open         | Alexandre Abreu     | Yovanni Pastor    | Charles Crissit Juan Vázquez    |

### Kobiety
| Konkurencja: | Złoto:          | Srebro:          | Brąz:                |
| −45kg        | Berta Osuna     | María Pierantoni | Anna María del Valle |
| −48kg        | María Villapol  | María González   | Sonia Carabajo       |
| −52kg        | Norma Casco     | Maritza Jiménez  | Raquel Toledo        |
| −56kg        | Marcela Leigh   | Jenny Chacón     | Leo Ureta            |
| −61kg        | Nereida Brito   | Grissel Ferrara  | Amelia Ávila         |
| −66kg        | Marcia Quiñones | Vilma Cianelli   | Carolina Aguilar     |
| −72kg        | Laura Martinel  | María Canga      | Paulina Carvajal     |
| Ponad 72kg   | Allison Henry   | Mara Marancic    | Margarita Herrera    |
| Open         | Vilma Cianelli  | Laura Martinel   | Allison Henry        |